# The Insider
The Insider — интернет-издание, специализирующееся на журналистских расследованиях, разоблачении фальшивых новостей и проверке фактов. Основатель — журналист Роман Доброхотов. Издание включает в себя веб-сайт, Telegram-канал, YouTube-канал с прямыми эфирами, YouTube-канал с фильмами и видео-сюжетами, а также Instagram-аккаунт.
Материалы The Insider публикуются на русском и английском языках. В числе журналистов, работавших на издание, были Роман Доброхотов, Христо Грозев, Сергей Канев, Сергей Ежов, Андрей Заякин, Дада Линдел и другие.

## История
Основано в ноябре 2013 года членом движения «Солидарность», журналистом и политическим активистом либерально-демократической направленности Романом Доброхотовым. Редакция располагалась в Риге, Латвия.
The Insider удалось идентифицировать сотрудников ФСБ, отравивших Алексея Навального, Владимира Кара-Мурзу, Дмитрия Быкова, Никиту Исаева и других.
The Insider был первым изданием, которое в 2016 году связало хакерскую группу Fancy bear (APT28) с войсковой частью ГРУ 26165.
The Insider удалось идентифицировать убийцу чеченского беженца Зелимхана Хангошвили, расстрелянного в Берлине в 2019 году: киллером оказался сотрудник «Вымпела» ФСБ Вадим Красиков. The Insider обнаружил причастность сотрудников «Вымпела» и к другим убийствам за рубежом.
The Insider удалось установить, что  один из самых разыскиваемых в Европе преступников, бывший операционный директор немецкой платежной компании Wirecard Ян Марсалек скрывается в России и получил от российских спецслужб документы прикрытия.
Также The Insider идентифицировал сотрудников войсковой части 29155 ГРУ, ответственных за отравление Сергея и Юлии Скрипаль в Лондоне и взрывы военных складов в Болгарии и Чехии. В совместном расследовании The Insider и CBS утверждалось, что именно эти сотрудники  ГРУ стоят за так называемым «Гаванским синдром»: по данным журналистов, они атаковали американских дипломатов и агентов используя импульсное микроволновое излучение.
Серия расследований The Insider о поставках российским военным в обход санкций привели к включению в санкционные списки стран ЕС и США более 20 компаний. Среди них были компании, поставлявшие для российского ВПК высокоточные станки из Тайваня (до расследования 45% импортируемых высокоточных станков поставлялось именно из этой страны).
23 июля 2021 года Минюст России внёс юридическое лицо «The Insider SIA», администратора доменного имени интернет-издания «The Insider», в список СМИ — «иностранных агентов». 15 апреля 2022 года туда же был внесён шеф-редактор издания Роман Доброхотов. 15 июля того же года The Insider был признан  в России нежелательной организацией, а его сайт был заблокирован на территории России.

## Резонансные расследования

### Отравление Сергея и Юлии Скрипаль
В сентябре 2018 года в сотрудничестве с Bellingcat Элиота Хиггинса и BBC Newsnight The Insider опубликовал предположительно копии служебных документов Федеральной миграционной службы России (ФМС) с заявлением о выдаче паспорта на имя Александра Петрова, одного из подозреваемых британскими властями в отравлении Сергея и Юлии Скрипаль, которые могут указывать на его связь с российскими спецслужбами. При этом Русская служба Би-би-си указала, что по информации бывших сотрудников ФМС, печати на опубликованных документах говорят о том, что это действительно документы, используемые «при замене или выдаче паспорта», но сама служба не может подтвердить их подлинность, отмечая, что по сообщению The Insider, эти материалы были получены из российской полиции. Журналист интернет-издания Meduza Ольга Корелина отметила, что сам Доброхотов заявил, что не знает, как получены личные данные «Боширова» и «Петрова», и что сам он «никаких законов не нарушал», а получившие известность сведения The Insider получило от Bellingcat, которому на редакционную почту неназванные лица прислали файл с фотографией «Боширова» из информационной автоматизированной системы «Российский паспорт». The Insider также считает, что третий участник отравления Скрипаля был связан с отравлением болгарского бизнесмена Эмилиана Гебрева в 2015 году.

### Убийство Зелимхана Хангошвили
В феврале 2020 года The Insider совместно с Bellingcat и Der Spiegel заявили, что убийство Зелимхана Хангошвили в Берлине в августе 2019 года было организовано спецподразделением ФСБ «Вымпел». Заявили, что Центр специальных назначений ФСБ готовил киллера-рецидивиста Вадима Красикова для этого убийства, а также сообщили некоторые подробности перемещений Красикова по Европе.

### Катастрофа Boeing 777 в Донецкой области
В апреле 2020 года The Insider, Bellingcat и BBC по результатам расследования назвали главным лицом, причастным к крушению малайзийского Boeing, генерала ФСБ России. The Insider написал, что они использовали технологию сравнения голоса, информацию о поездках и телефонные записи, чтобы установить личность человека. Журналисты издания связались с профессором Каталином Григорасом из Национального центра медиакриминалистики Университета Колорадо в Денвере и попросили его провести анализ аудиозаписей на совпадение, в результате которого коэффициент соответствия (LR) составил 94.
В ноябре 2020 года The Insider и Bellingcat заявили, что Главное управление Генерального штаба России координировало деятельность медиапроекта Bonanza Media, распространявшего фейки о крушении малайзийского «Боинга» на востоке Украины.

### Отравление Алексея Навального
В октябре 2020 года, после того, как некоторые европейские структуры и СМИ заявили об отравлении оппозиционера Алексея Навального химическим оружием «Новичок», The Insider, Bellingcat, Der Spiegel и Radio Liberty провели совместное расследование, по результатам которого группа заявила, что несмотря на то, что официально Россия заявила о том, что избавилась от химического оружия в 2017 году, она «не только не уничтожила химическое оружие, но и продолжает разрабатывать и производить его для нужд спецслужб». Расследовательская группа также сообщила, что установила, какие учёные и государственные структуры были задействованы в разработке «Новичка», их связь между собой и предполагаемую форму выпуска химического оружия.
В декабре 2020 года по результатам расследования Bellingcat, The Insider и CNN при участии Der Spiegel и ФБК пришли к выводу, что покушение на Алексея Навального совершила в Томске группа оперативников ФСБ из секретного подразделения ведомства, которая действовала под прикрытием Института криминалистики ФСБ. 17 декабря 2020 года Владимир Путин, отвечая на вопрос о расследовании, назвал его «легализацией материалов американских спецслужб», добавив, что иностранные спецслужбы используют геолокацию для слежки в России.
В январе 2021 расследование было дополнено. Bellingcat, The Insider при участии Der Spiegel, проведя анализ данных, заявили, что та же группа оперативников ФСБ ликвидировала ещё минимум троих человек — журналиста Тимура Куашева, активиста Руслана Магомедрагимова и Никиты Исаева (лидера движения Новая Россия).

### Отравление Владимира Кара-Мурзы
11 февраля 2021 года было опубликовано расследование The Insider и Bellingcat, согласно выводам которого те же сотрудники НИИ-2 ФСБ (Института криминалистики ФСБ), которые, по данным предыдущих расследований, были причастны к отравлению Навального, причастны также к двум попыткам отравления российского политика и журналиста Владимира Кара-Мурзы в 2015 и в 2017 годах. Утверждается, что сотрудники «лаборатории» НИИ-2 действовали совместно со Второй службой ФСБ (Служба по защите конституционного строя и борьбе с терроризмом). Руководителем программы ФСБ по отравлениям авторы расследования называют замначальника НИИ-2 полковника Макшакова, а куратором отравлений Навального и Кара-Мурзы — старшего офицера Второй службы ФСБ Романа Михайловича Мезенцева.

### Гаванский синдром
1 апреля 2024 года The Insider опубликовали совместное расследование с Der Spiegel и 60 Minutes, в котором доказывается, что «Гаванский синдром», который на протяжении 10 лет калечит американских дипломатов, чиновников и разведчиков по всему миру вызван секретным нелетальным акустическим оружием ГРУ. Расследователям удалось обнаружить, что время и место атак коррелируют с поездками сотрудников ГРУ из войсковой части 29155, которую ранее связывали с отравлениями «Новичком» Сергея и Юлии Скрипаль в Великобритании и бизнесмена Емельяна Гебрева в Болгарии.

### Другие расследования
- В феврале 2017 года The Insider передал депутату Государственной думы Наталье Поклонской документы о схеме финансирования фильма «Матильда», которые она в последующем направила в Следственный комитет РФ с просьбой о возбуждении уголовного дела о коррупции[68][69].
- О взрыве на складе боеприпасов в Чехии 16 октября 2014 года, в результате которого погибли два человека. Расследование опубликовано 20 апреля 2021 года[70].
- Об отравлении писателя Дмитрия Быкова в апреле 2019 года. Расследование опубликовано 9 июня 2021 года[71].
- О том, что перед убийством Бориса Немцова за ним в течение многих месяцев ездили сотрудники УЗКС ФСБ, некоторые из которых, по данным других расследований, причастны к отравлениям Владимира Кара-Мурзы, Дмитрия Быкова и Алексея Навального. Расследование опубликовано 28 марта 2022 года[72].
- О новой волне отравлений в Европе после начала вторжения России на Украину. Осенью 2022 года была отравлена журналистка «Новой газеты» Елена Костюченко, неделю спустя с практически идентичными симптомами столкнулась журналистка «Эха Москвы» Ирина Баблоян, а весной 2023 года нейротоксичным веществом была отравлена глава фонда «Свободная Россия» Наталия Арно. Расследование опубликовано 15 августа 2023 года[73].

## Финансирование
По данным журнала «Der Spiegel», проект финансируется пожертвованиями и «иностранными стипендиями». На начало 2019 года проекту были необходимы около десяти тысяч долларов в месяц.

## Награды
10 ноября 2017 года The Insider получил Премию за инновации в демократии Всемирного форума за демократию Совета Европы со следующей формулировкой: «The Insider — это расследовательское издание, которое стремится предоставить своим читателям информацию о нынешней политической, экономической и социальной ситуации в России, продвигая при этом демократические ценности и освещая вопросы, связанные с правами человека и гражданским обществом. Помимо этого, The Insider осуществляет проект „Антифейк“, задача которого — систематическое разоблачение лживых новостей в российских СМИ, что помогает его аудитории отличать действительную информацию от лживых новостей и пропаганды».
В мае 2019 года журналисты изданий The Insider и Bellingcat получили Премию Европейской прессы за установление личности двух мужчин, предположительно ответственных за отравление Сергея и Юлии Скрипаль.
В августе 2019 года The Insider был награжден премией имени Герда Буцериуса «Свободная пресса Восточной Европы».
Журналисты The Insider дважды получали премию «Редколлегия»: в мае 2019 года Борис Грозовский получил её за статью «„Призывы к борьбе с рабством угрожают государственному строю“. Как устроен рынок „экспертов“ на службе у СК», а в феврале 2021 года Роман Доброхотов был награждён ей за статью «Контрсанкции. Как сотрудники ФСБ пытались отравить Владимира Кара-Мурзу».